# 变光软毛黄杨
变光软毛黄杨（学名：Buxus mollicula var. glabra）为黄杨科黄杨属下的一个变种。

## 扩展阅读
- 維基物種上的相關：变光软毛黄杨